# Manoir du Pou (Guidel)
Le manoir du Pou est un édifice situé à Guidel, en France.

## Situation
Le manoir est situé sur le territoire de la commune de Guidel, au lieu-dit le Pou, dans le département du Morbihan, en région Bretagne.

## Description
Le manoir date des XVe et XVIe siècles, de plan allongé occupant le nord d'une cour fermée, dont l'accès se fait par les portes jumelées, situées entre un corps de communs, la ferme, et un colombier disparu côté ouest. Premier logis (ouest) enduit, à toiture à longs pans à pignon couvert, avec noue et croupe côté ouest, à étage carré distribué par un escalier en charpente tournant à retours avec jour ; dans la cuisine (pièce est) , évier mural sous la fenêtre sud. Second logis (est) enduit à un étage carré, distribué par un escalier en léger hors-œuvre occupant la travée centrale, en maçonnerie sur mur-noyau, puis en charpente à balustres tournés entre l'étage et le comble. Toit en ardoise à longs pans à pignon découvert, appentis sur le corps postérieur. Au sud, corps de communs en moellon couvert en ardoise à pignon découvert, avec comble à surcroît. Puits hexagonal en pierre de taille. Fontaine et lavoir en pierre de taille alimentant le vivier à l'est de l'enclos. 

## Histoire
La famille du Pou, originaire de Plouay, est attestée sur place dès la fin du XIVe siècle : en 1391, Jean du Pou et Jeanne de Quénécan y habitent. La partie la plus ancienne du manoir, à l'ouest, très remaniée au XIXe siècle, ne paraît pas pouvoir être antérieure au début du XVIe siècle. Elle peut être l'oeuvre de François du Pou, secrétaire du duc François II de Bretagne. Une inscription remployée en façade mentionne en lettres gothiques le début d'une date : " lan mil..." Le reste est illisible et incomplet, la pierre étant brisée. La partie est du logis date du XVIe siècle et possédait peut-être une tour d'escalier postérieure ; cette partie est rallongée vers l'est dans la deuxième moitié du XVIIe siècle, avec réemploi du rampant découvert, et fortement modifiée à cette époque : la construction d'un nouvel escalier sur mur-noyau en demi-hors-œuvre entraîne la suppression de l'ancien ; l'enclos est construit, ainsi peut-être que le vivier, et les portes jumelées piétonne et charretière de l'entrée perdent leur arc. De nouvelles modifications interviennent au cours du XVIIIe siècle, à l'initiative de Charles de Lusançay, commissaire de la Marine à Lorient : lambris de la pièce principale, ancienne salle du manoir du XVIe siècle, modification de la rampe d'escalier de l'étage, ouvertures des fenêtres et porte-fenêtres dans le pignon est, donnant sur le jardin. Au XIXe siècle, la partie est est dotée d'un corps postérieur, la partie ouest est remaniée (ouvertures, escalier, distribution) ; l'ensemble est sans doute enduit à cette époque. Le puits et les communs datent du XVIe siècle, mais les communs ont été remaniés au XIXe siècle. Le plan cadastral de 1818 mentionne à l'angle sud-ouest de la cour un colombier disparu, ainsi que des pavillons de jardin dans l'enclos nord, et un appentis sur le corps ouest également disparus. Un nouveau pavillon de jardin est édifié à la fin du XIXe siècle dans le jardin enclos à l'est du manoir. La fontaine et le lavoir en dehors de l'enclos sont construits au XIXe siècle.
Le manoir est inscrit à l'inventaire général du patrimoine culturel.